# Tmarus thorelli
Tmarus thorelli là một loài nhện trong họ Thomisidae.
Loài này thuộc chi Tmarus. Tmarus thorelli được miêu tả năm 1955 bởi Comellini.